# Józef Lubelski
Józef Lubelski ps. Józef Pług (ur. 28 marca 1884 w Śmignie, zm. 1 stycznia 1943 w Krakowie) – polski duchowny katolicki, teolog, działacz ruchu ludowego, poseł na Sejm, publicysta i filantrop.

## Życiorys
Urodził się jako Józef Kaziród, syn Jana i Salomei z Kocołów, w rodzinie chłopskiej. Ukończył szkołę powszechną w Lisiej Górze i Gimnazjum im. Kazimierza Brodzińskiego w Tarnowie. Egzamin dojrzałości złożył w 1904 roku, po czym wstąpił do tarnowskiego Seminarium Duchownego. W tym czasie zmienił nazwisko na Lubelski. Święcenia kapłańskie przyjął w Tarnowie w 1908 roku. W 1910 roku uzyskał w Innsbrucku stopień doktora teologii.
W latach 1910–1914 pełnił funkcje katechety w Gimnazjum im. Brodzińskiego, prefekta Seminarium Duchownego oraz kierownika internatu dla kandydatów na nauczycieli. Od 1915 do 1918 roku wykładał teologię moralną w tarnowskim Seminarium Duchownym. Od 1914 roku działał w Stronnictwie Katolicko-Ludowym, był redaktorem i publicystą (pod pseudonimem Józef Pług) partyjnego pisma „Lud Katolicki”. W 1918 roku został wybrany do Rady Miejskiej Tarnowa i pozostawał radnym do 1939 roku. 26 stycznia 1919 roku został posłem na Sejm Ustawodawczy z listy Stronnictwa Katolicko-Ludowego w okręgu Tarnów –Dąbrowa Tarnowska – Brzesko – Bochnia – Pilzno – Gorlice.
W 1920 roku pełnił obowiązki kapelana wojskowego na froncie wojny polsko-bolszewickiej. We wrześniu 1922 roku został kanonikiem gremialnym kapituły tarnowskiej, sędzią i egzaminatorem prosynodalnym. W 1928 roku otrzymał tytuł szambelana papieskiego, sześć lat później Prałata Honorowego Jego Świątobliwości. Opublikował trzy podręczniki: Etyka katolicka (1926), Historia Kościoła Katolickiego (1931) oraz Dogmatyka katolicka (1932). Publikował w „Gazecie Katolickiej”. Prowadził działalność społeczną i charytatywną, swoje uposażenie i honoraria przekazał na rzecz między innymi budowy szpitala w Tarnowie, szkoły w Przecławiu, domu dla sierot w Mielcu.
W grudniu 1937 w sejmie złożył interpelację w sprawie metod likwidowania strajku chłopskiego, poruszony brutalnością w postępowaniu policji. Nadmienił, że w Kasince Małej zabito 9 osób, w Majdanie Sieniawskim 15, w Jabłonce 4, a w Muninie 7. W interpelacji pominął miejscowości w których zabito 1 lub 2 chłopów ale zwrócił uwagę na użycie pałek policyjnych wobec niewinnych kobiet i dzieci. 
W wyborach do Sejmu IV kadencji 8 września 1935 roku został posłem z listy Bezpartyjnego Bloku Współpracy z Rządem, do Sejmu V kadencji wszedł w wyborach 6 listopada 1938 roku jako reprezentant Obozu Zjednoczenia Narodowego. Także w 1938 roku został dziekanem infułatem kapituły tarnowskiej. Po ewakuacji z Tarnowa, 6 września 1939 roku, prezydenta Mieczysława Brodzińskiego wraz z częścią urzędników miejskich, ksiądz Lubelski został członkiem utworzonego pod przewodnictwem Juliana Kryplewskiego Tymczasowego Zarządu Miejskiego. Wkraczający do miasta Niemcy zatrzymali go na krótko jako zakładnika, wraz z drugim księdzem, Janem Bochenkiem. 
Zmarł 1 stycznia 1943 roku w krakowskim szpitalu. 5 stycznia został pochowany w kaplicy św. Józefa na tarnowskim Starym Cmentarzu.